# Fira de Sant Isidre de Madrid
La Fira de Sant Isidre és una sèrie de festejos taurins que se celebren a la Monumental de las Ventas de la ciutat de Madrid entre maig i juny, entorn de la festivitat de Sant Isidre Llaurador (15 de maig), el sant patró de Madrid. Inicialment anomenada Fira de Madrid, amb el temps s'ha convertit en una de les fires taurines més prestigioses del món.
Fou creada el 1947 per l'empresari Livino Stuyck qui, al fer-se càrrec de la gerència del coso madrileny, decidí reunir en un sol abonament continu totes les curses de braus que se celebraven al maig coincidint amb la festivitat de Sant Isidre. En un principi la fira la formaven sols quatre corridas i una novillada, que progressivament s'anaren augmentant.